# 卜克斯
卜克斯（英语：Sidney Malcolm Wellbye Brooks  ；1874年—1899年12月30日），英国圣公会差会传教士，生于英国泰晤士河畔阿宾顿，毕业于聖奧古斯丁學院，畢業後加入聖公會做传教士，1897年春抵達中國，前往山东平阴县。1899年12月在骑骡返回平阴教堂时与肥城县张家店村大刀会成员孟光文等人冲突被杀，后在时任山东巡抚袁世凯的处理下该案得以平稳解决。